# Pimpla appendigera
Pimpla appendigera är en stekelart som beskrevs av Charles Thomas Brues 1906. Pimpla appendigera ingår i släktet Pimpla och familjen brokparasitsteklar. Inga underarter finns listade i Catalogue of Life.